# Карантин (фільм, 1968)
«Каранти́н» — радянський чорно-білий художній фільм 1968 року режисера Суламіфі Цибульник.

## Сюжет
Під час експерименту в науковій лабораторії інституту епідеміології сталася аварія. Щоб вірус смертельної хвороби не проник за стіни інституту, там на карантинному режимі залишаються п'ять співробітників: професор Микола Петрович Баландін, лікарі Сергій Онисимович Махов, Євдокія Іванівна Дорошенко, Ігор Лозицький, а також лаборантка Ліля Рєзнік. Ситуація змушує людей показати своє обличчя — з часом показне геройство проходить і характер кожного розкривається найнесподіванішим чином. Лозицький втікає від карантину в місто на зустріч з нареченою, Ліля в розпачі зізнається, що вагітна, Махов звинувачує у трагедії професора Баландіна, називаючи його кар'єристом. Ризик безглуздо загинути, неясності шляхів до порятунку, при ще звичайних планах на життя, як це було вчора, породжують відчай і взаємні звинувачення в тому, що трапилося, адже навіть якщо все закінчиться добре — комісія вже веде розслідування інциденту, і хтось повинен буде відповісти за аварію, яка загрожує епідемією всьому місту. Після завершення карантину покинуть лабораторію тільки четверо.

## У ролях
- Олексій Глазирін —  Микола Петрович Баландін, професор-епідеміолог
- Володимир Заманський —  Сергій Онисимович Махов, лікар
- Людмила Хитяєва —  Євдокія Іванівна Дорошенко, лікар
- Юрій Каморний —  Ігор Лозицький, лікар
- Зоя Недбай —  Ліля Рєзнік, лаборантка
- Катерина Крупенникова —  Оксана, наречена Ігоря, скульптор
- Валентин Зубков —  чоловік Євдокії Дорошенко
- Микола Анненков —  Нестор Вікентійович Верхоградський, академік, член комісії з розслідування
- Олександра Климова —  Дар'я Степанівна Мурашко, професор, член комісії з розслідування
- Ростислав Янковський —  член комісії з розслідування
- Микола Афанасьєв —  Осадчий Іван Іванович, керівник відділу в інституті
- Сергій Харченко —  Сергій Сергійович Бєлан
- Євген Шутов —  співробітник ВОХР

## Знімальна група
- Режисер — Суламіф Цибульник
- Сценарист — Юрій Щербак
- Оператор — Едуард Плучик
- Композитор — Валентин Сильвестров
- Художник — Віталій Шавель